# 天草市立天草中学校
天草市立天草中学校（あまくさしりつ あまくさちゅうがっこう）は、熊本県天草市天草町高浜にある中学校。

## 沿革
- 1947年（昭和22年）4月22日 - 高浜村立高浜中学校、下田村立下田中学校、大江村立大江中学校創立
- 1948年（昭和23年）- 福連木村立福連木中学校創立
- 1956年（昭和31年）- 天草町立高浜中学校、天草町立下田中学校、天草町立大江中学校、天草町立福連木中学校と改称
- 1972年（昭和47年）- 高浜中学校と下田中学校が統合し、天草中学校発足
- 1976年（昭和51年）- 福連木中学校を統合し、分室とする
- 1977年（昭和52年）- 福連木分室廃止
- 2001年（平成13年）- 大江中学校を統合
- 2006年（平成18年）- 天草市立天草中学校と改称

## クラブ活動

### 運動部
- 野球部
- 女子バスケットボール部
- 男子バレーボール部
- 女子バレーボール部
- 男子ソフトテニス部
- 女子ソフトテニス部

## 学校周辺
- 国道389号
- 白鶴浜水浴場
- 高浜保育所
- 熊本県立天草高等学校天草西校